# Radio Submarina
Radio Submarina — українська інтернет-радіостанція, що базувалася у Києві і транслювала переважно рок-музику. Заснована 2016 року продюсером Владом Ляшенком та кліпмейкером Віктором Придуваловим. Радіостанція припинила своє існування після смерті одного із засновників, Влада Ляшенка, у 2023 році.